# Stanisław Jarocki (malarz)
Stanisław Jarocki (ur. 1871 lub 1879, zm. 1944) – polski malarz, pedagog, etnograf i działacz społeczny.

## Życiorys
Studia rozpoczął w warszawskiej Klasie Rysunkowej u Wojciecha Gersona, kontynuował w latach 1891–1894 w krakowskiej Szkole Sztuk Pięknych u Jana Matejki, Józefa Unierzyskiego i Leopolda Löfflera. Studiował w paryskiej Académie Colarossi (1896–1898) u Raphaëla Collina, Luc-Olivier Mersona i M. Aman-Jeana oraz u Simona Hollósyego w Monachium i w Rzymie. W Monachium założył „Sokół”, w Rzymie „Czytelnię” (przy Caffe Grecco na Via Condotti).
Po powrocie do kraju w roku 1898 zamieszkał w Wilnie, gdzie pracował jako nauczyciel malarstwa w Szkole Rysunkowej Iwana Trutniewa. Działał też w harcerstwie. Jednocześnie Jarocki angażował się w działalność na rzecz krzewienia tajnej
polskiej oświaty. Członek Polskiego Towarzystwa „Oświata” w Wilnie, działał w zarządzie „Oświaty” koordynującej proces tajnego nauczania języka polskiego i historii. Ponadto od roku 1899 Jarocki opiekował się tajnymi kółkami samokształceniowymi miejscowej młodzieży, należał
do grona organizatorów towarzystwa „Sokół”. Od roku 1931 był członkiem Wileńskiego Towarzystwa Artystów Plastyków. Był członkiem Ligi Narodowej od 1906 roku. 
W jego malarstwie dominują pejzaże. Oprócz malarstwa olejnego posługiwał się pastelami.
Zajmował się od roku 1900 konserwacją fresków w kaplicy św. Kazimierza w katedrze wileńskiej. Był działaczem Polskiego Towarzystwa Krajoznawczego i wydał przewodnik „Okolice Wilna” (1925). Uczestniczył w wystawach w Towarzystwie Zachęty Sztuk Pięknych i w Salonie Krywulta w Warszawie, w Wilnie oraz we Lwowie i Zakopanem. Uczestniczył też w wystawach w Rzymie (1897) i w Wenecji (1932).

## Galeria

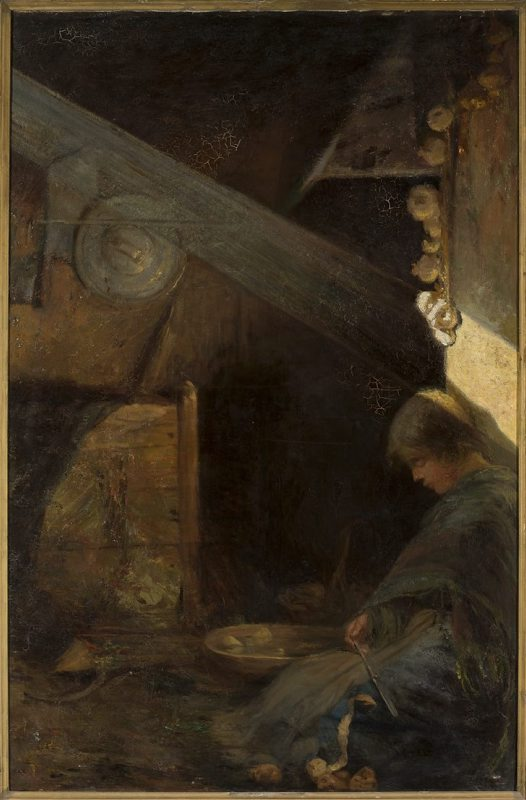
Święta kobieta, 1897
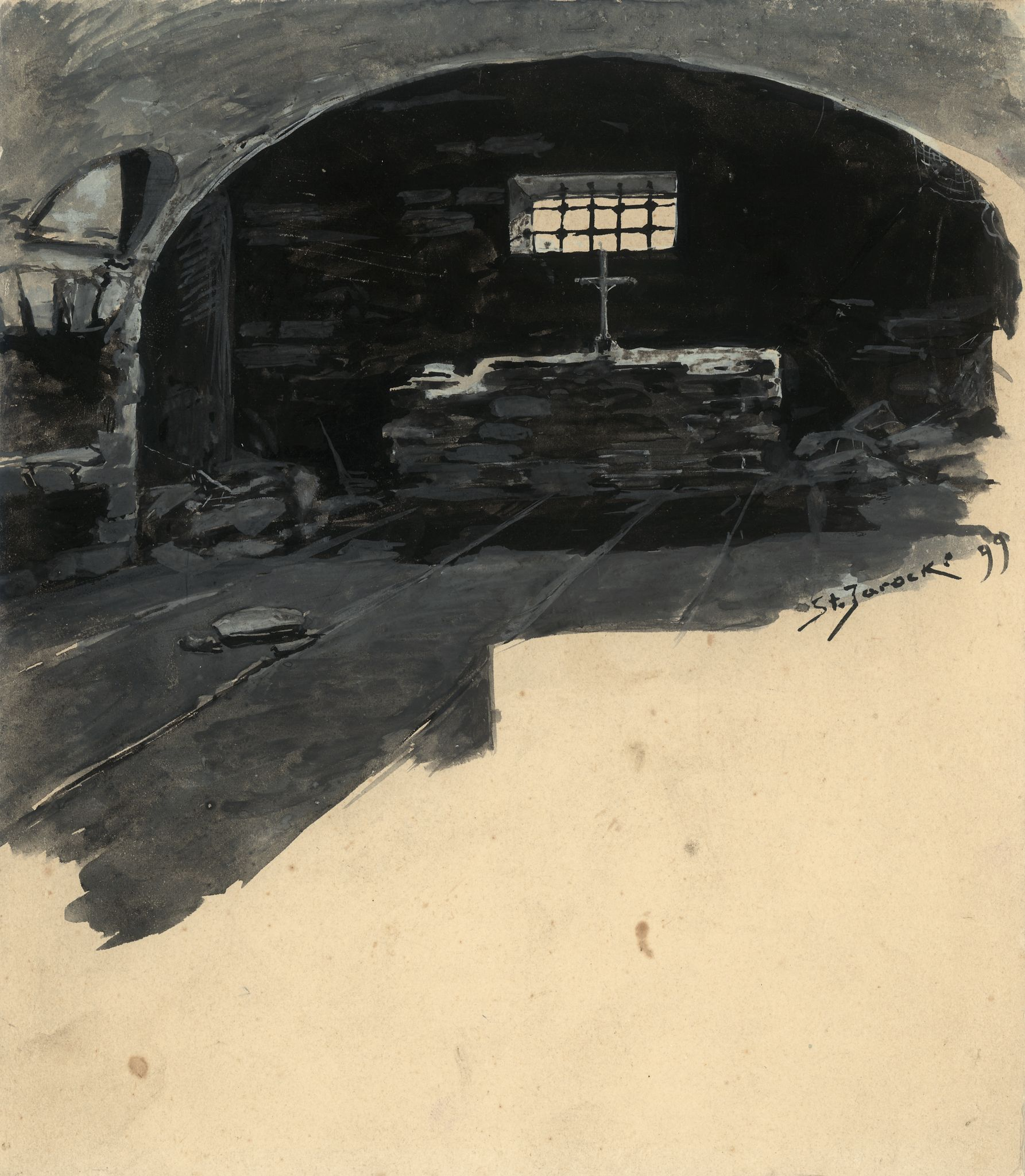
Nagrobek, 1899
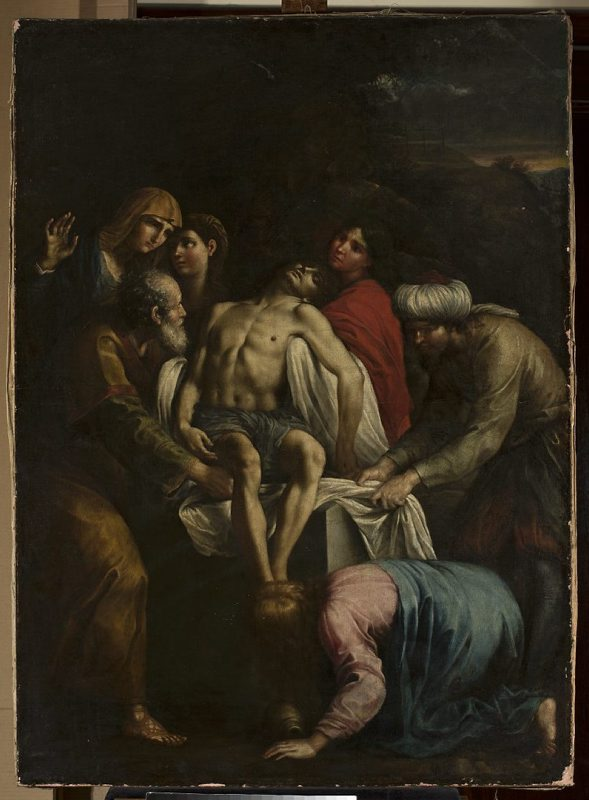
Złożenie do grobu, 1900
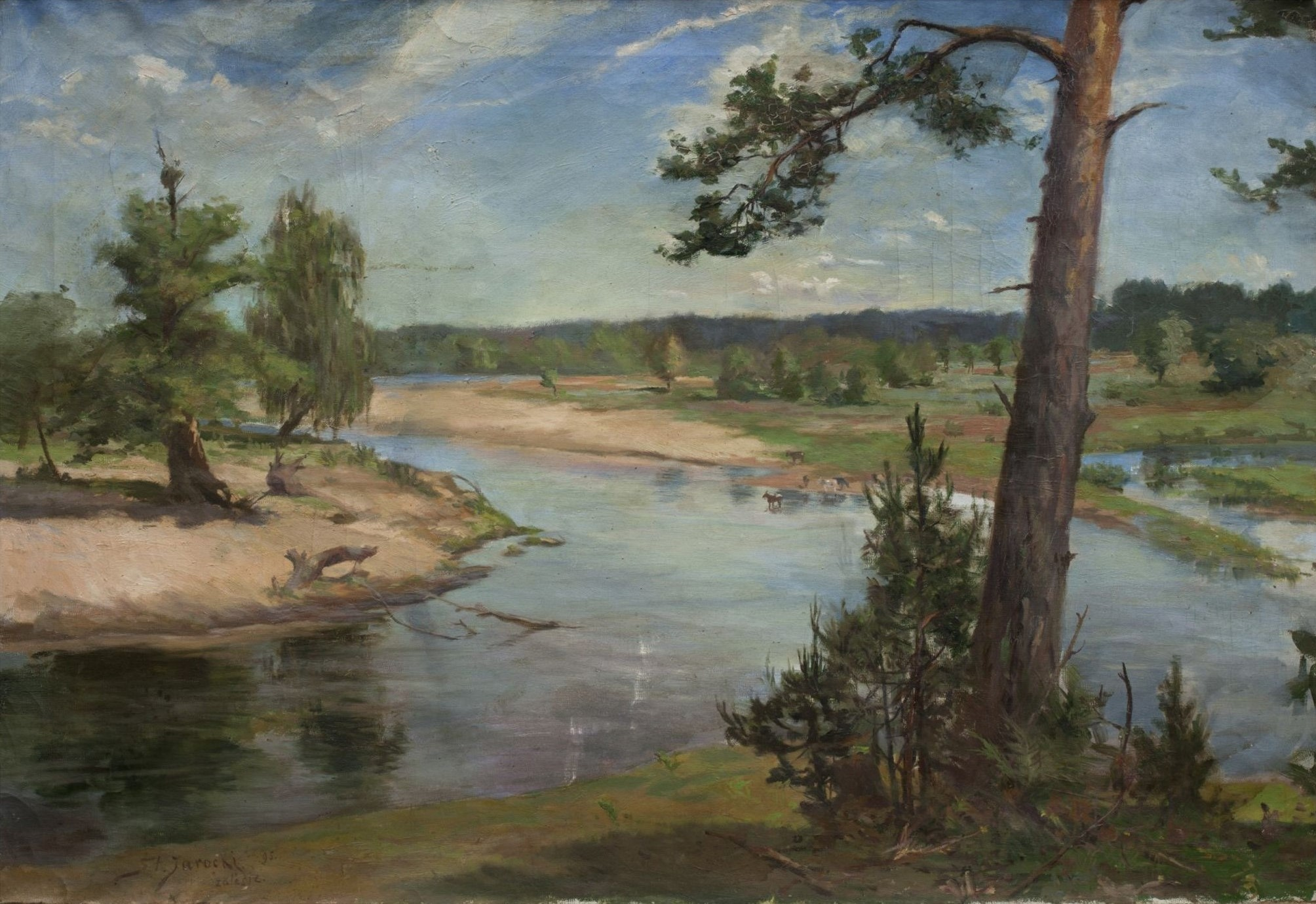
Krajobraz Zalesia
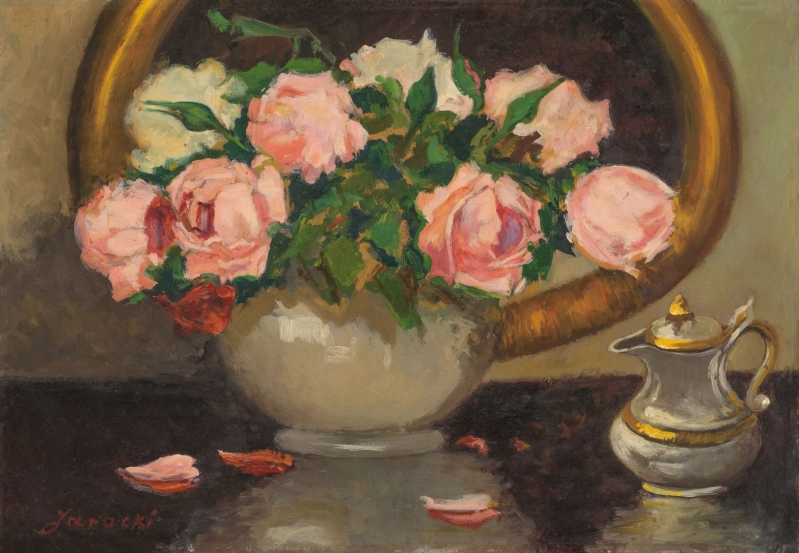
Róże w białym wazonie
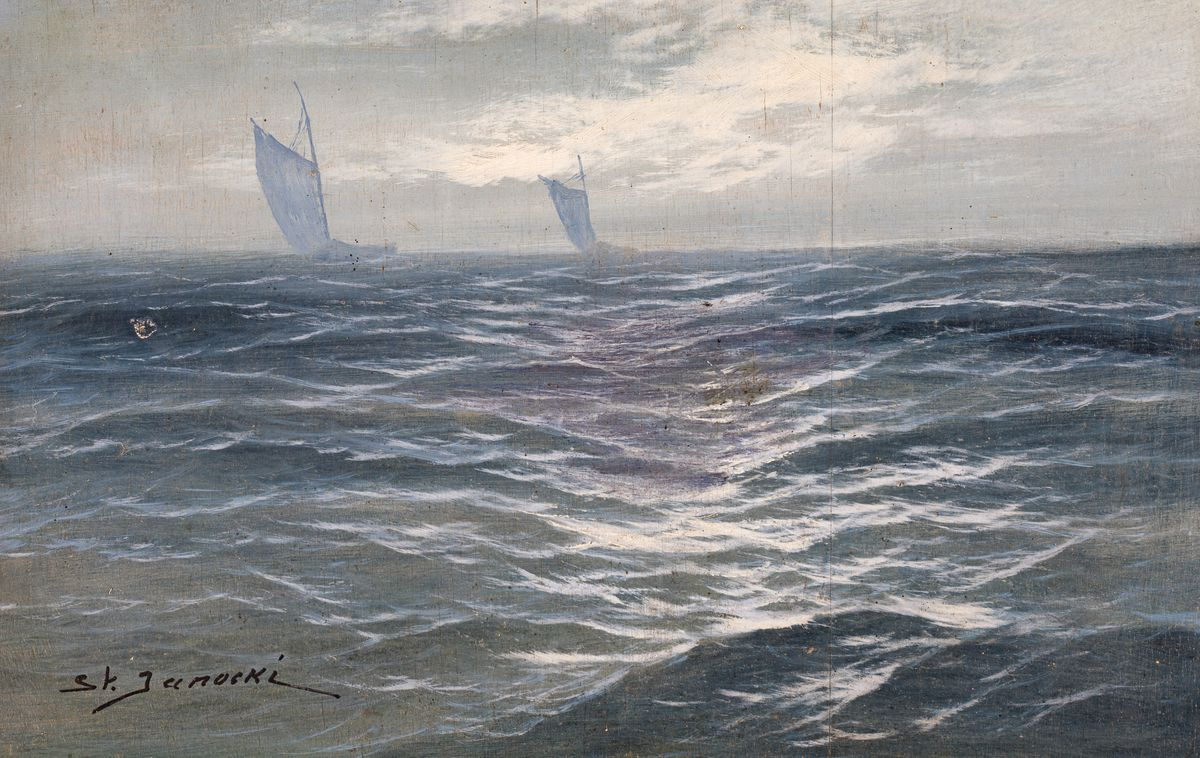
Morze
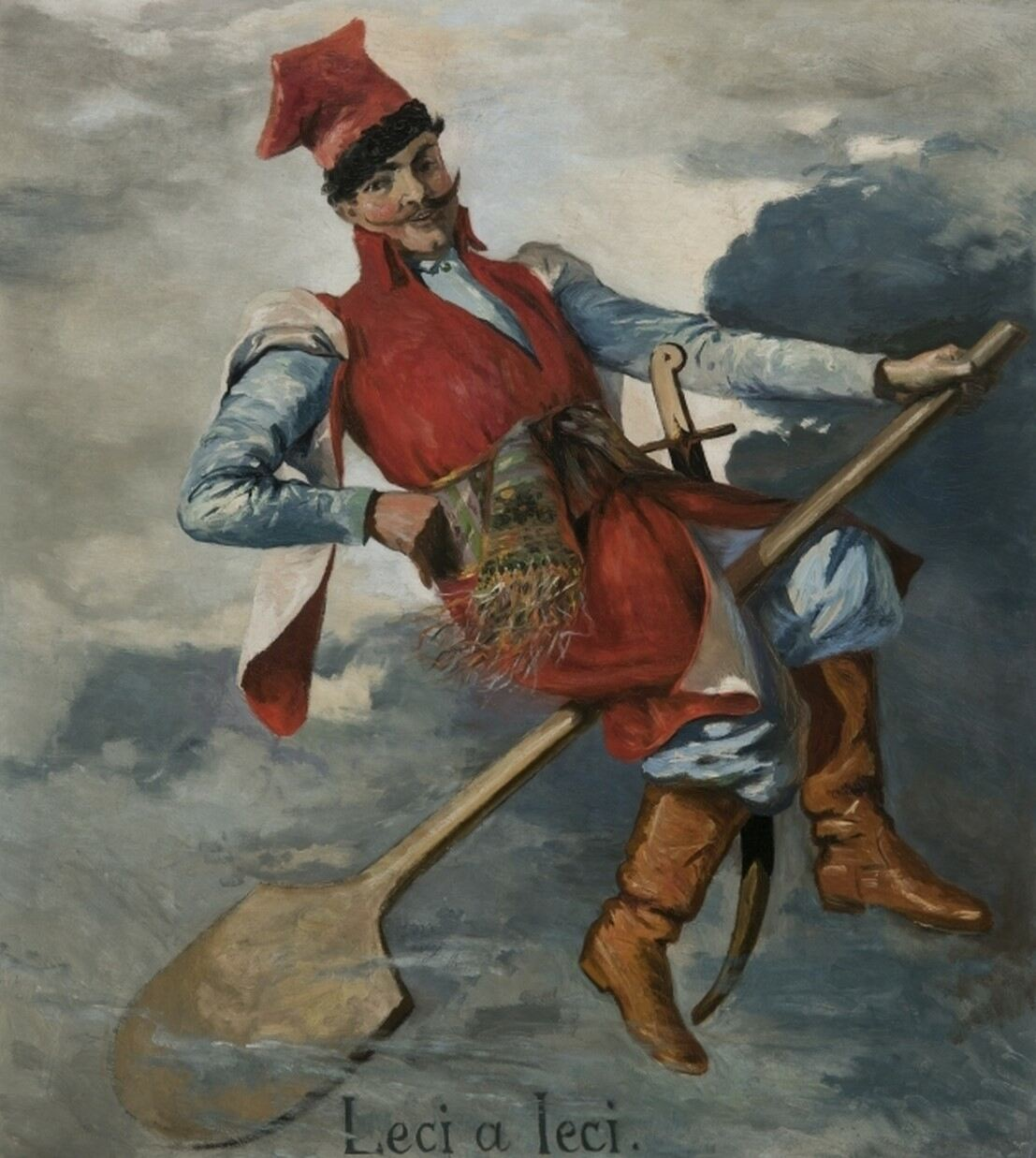
Szlachcic na łopacie. Leci a leci, 1902
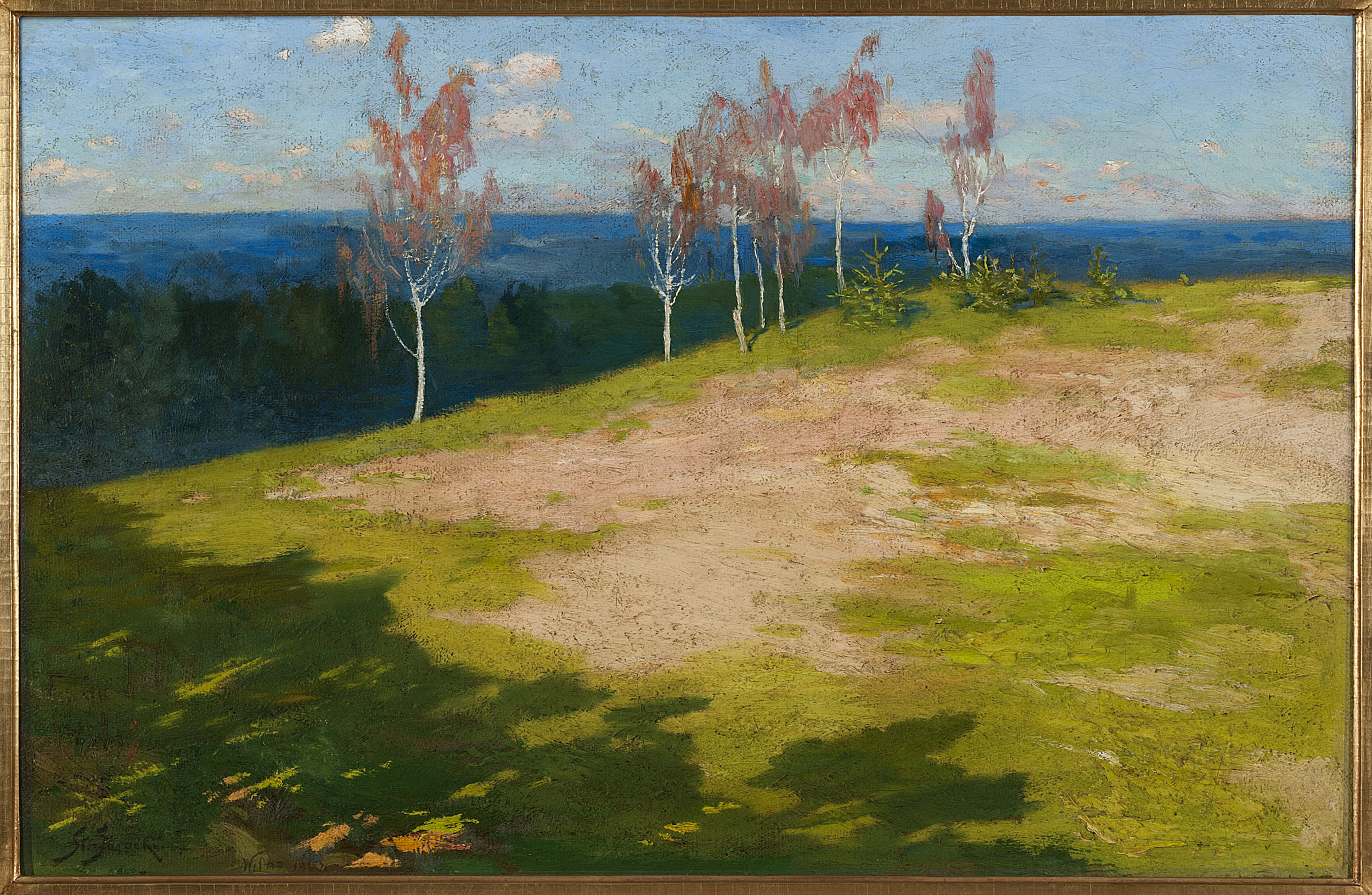
Krajobraz z brzozami, 1903
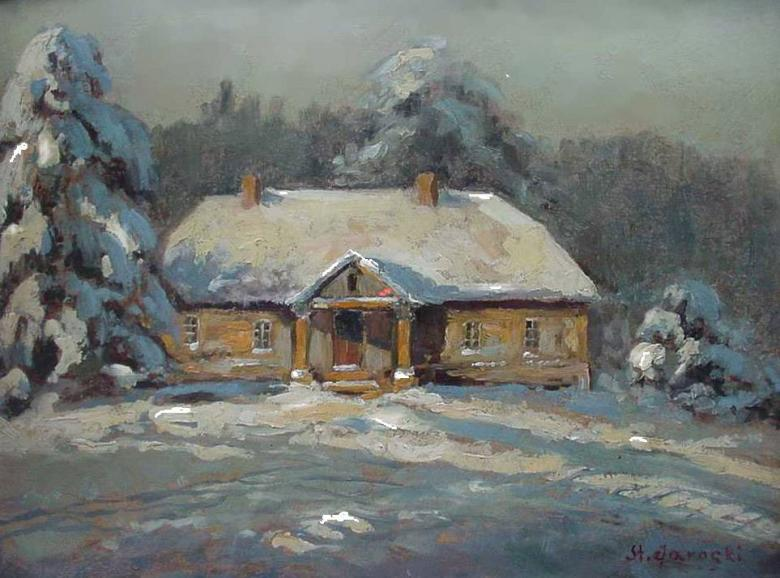
Dwór w zimie 1904
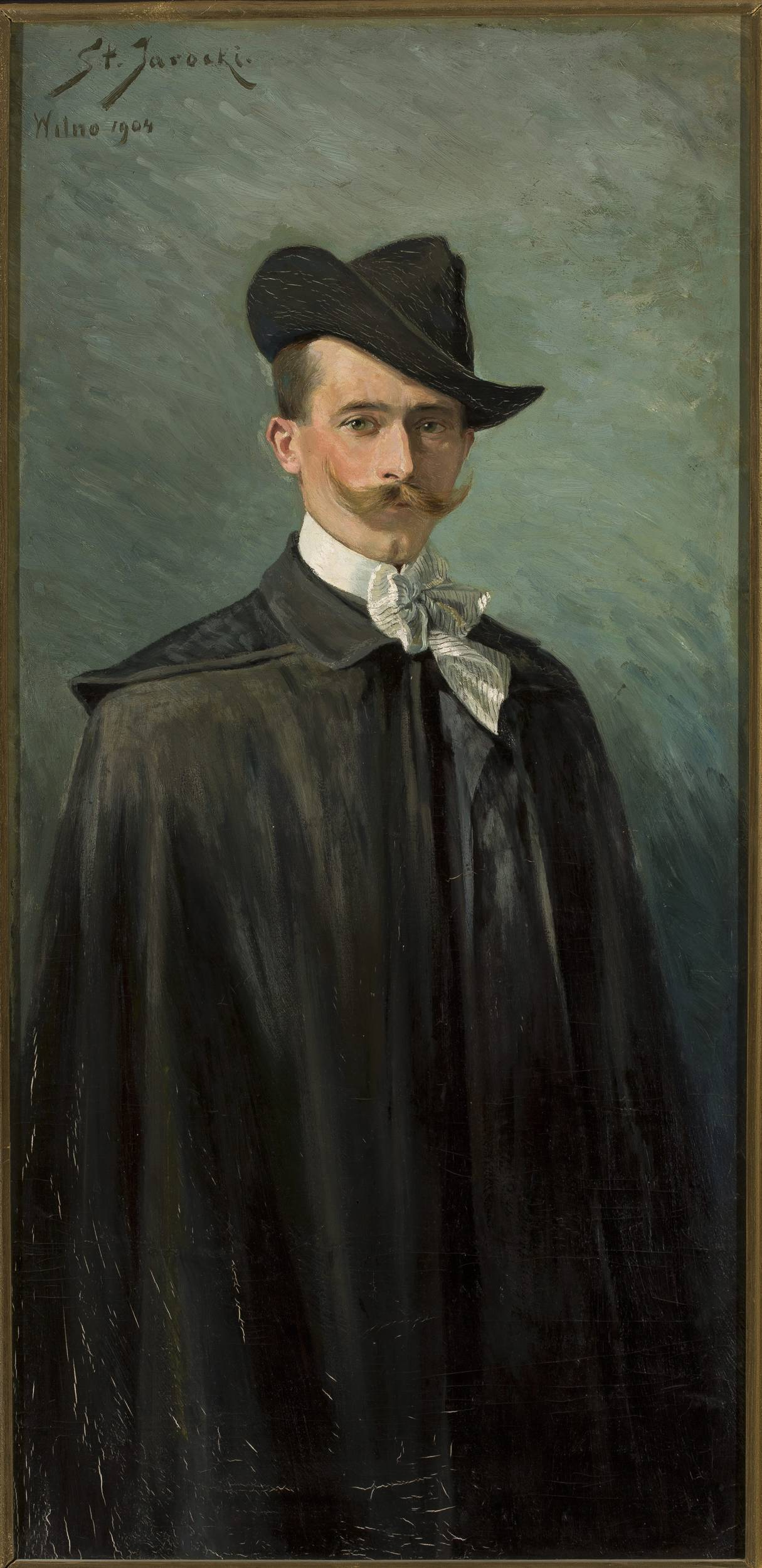
Autoportret, 1904
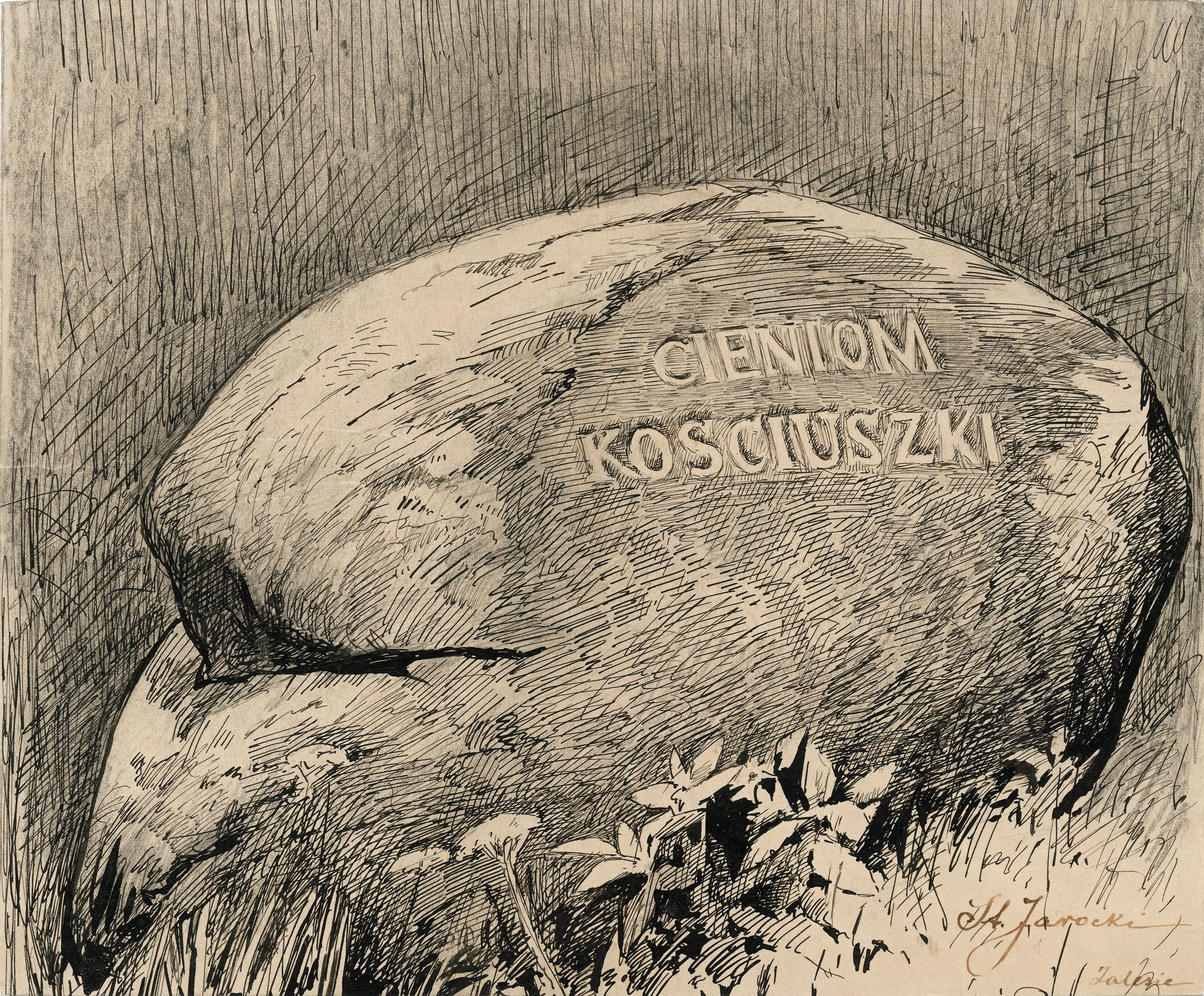
Kamień Tadeusza Kościuszki, 1908
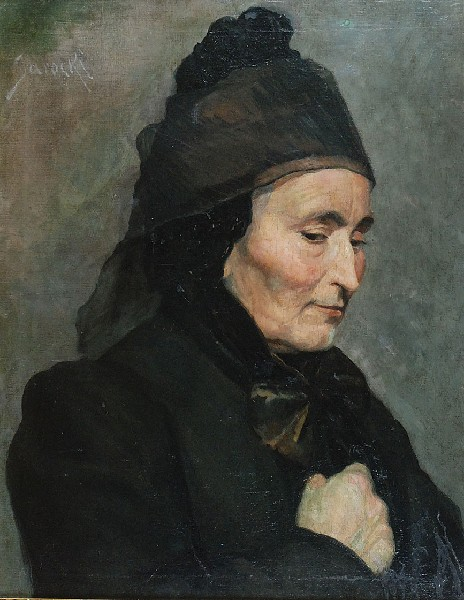
Portret kobiety w czerni, 1910
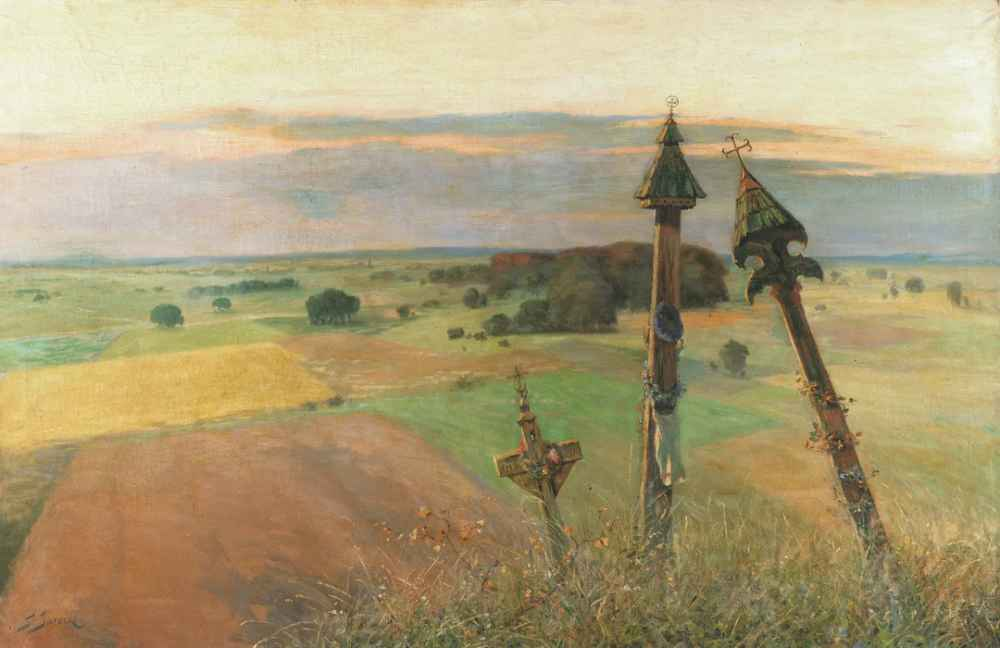
Żmudź Święta, 1910
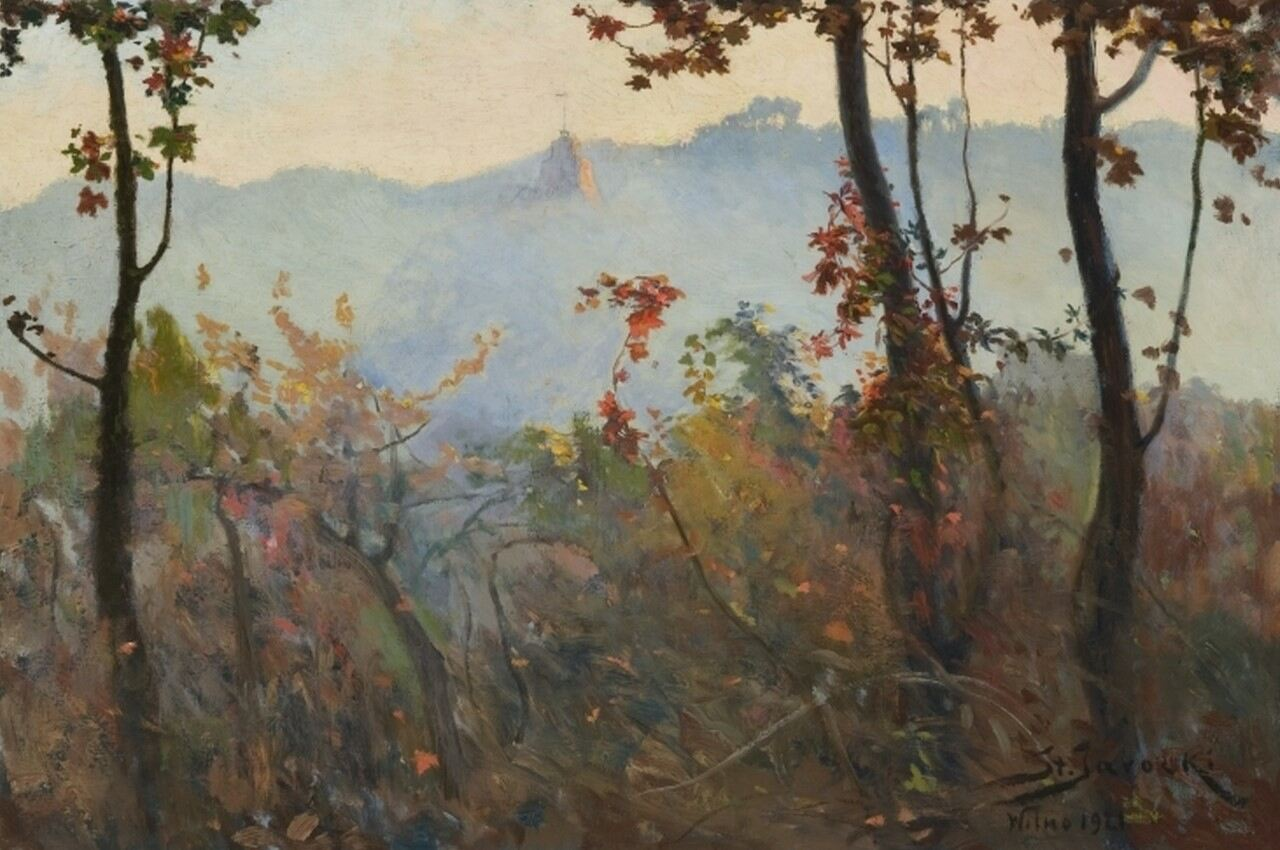
Widok Wilna spod Góry Turowej, 1921
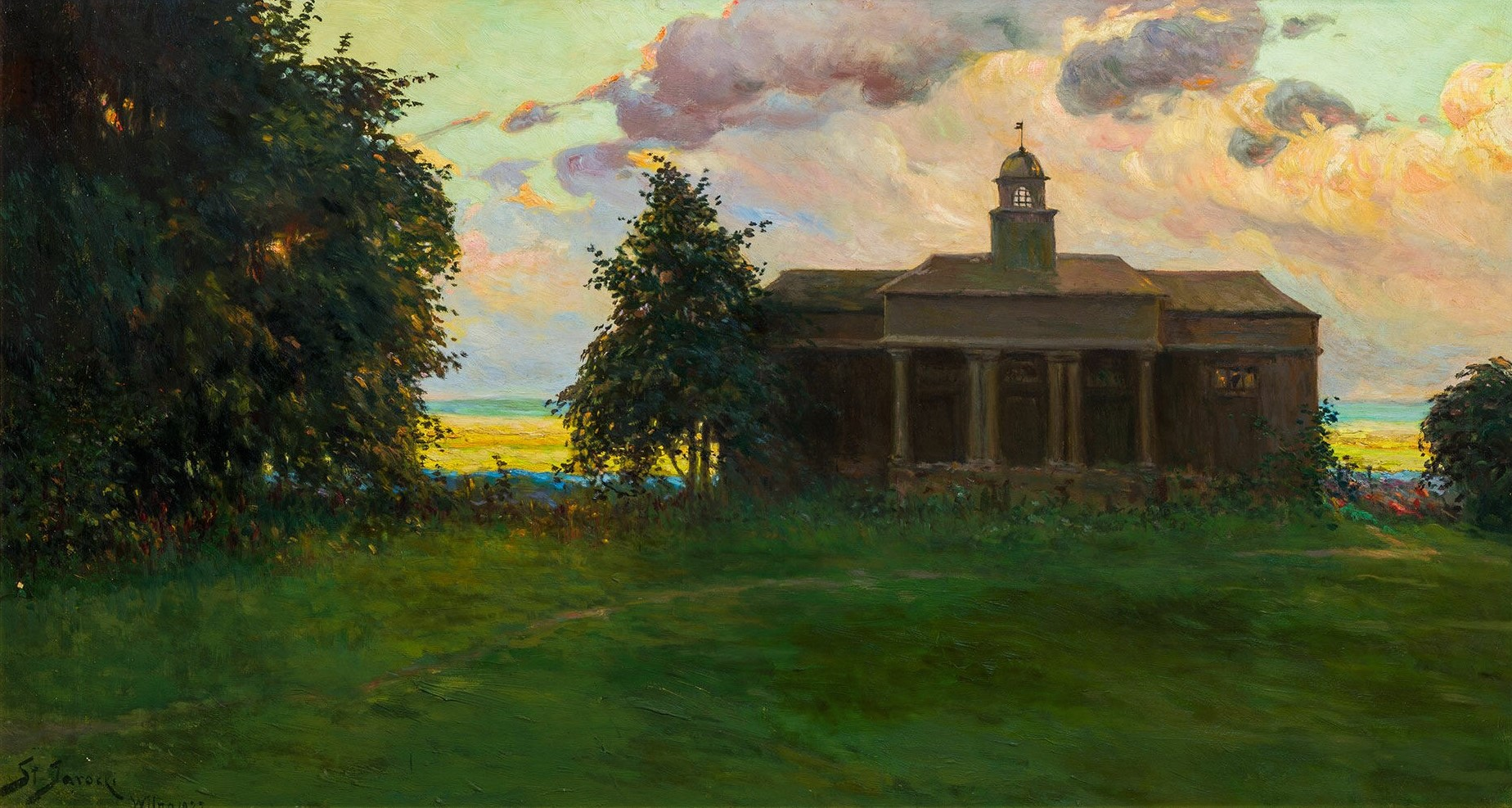
Stodoła w Bienicy, 1927
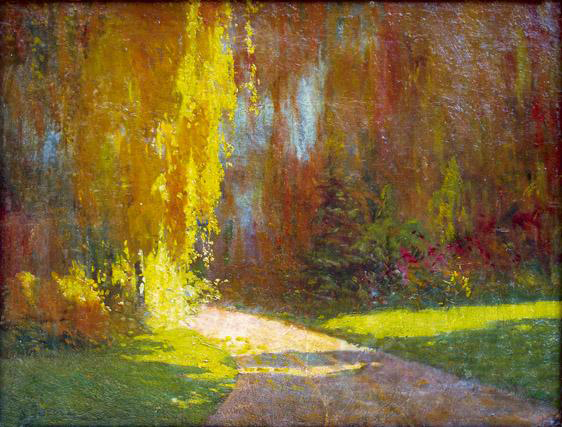
Złota jesień w Bieniakoniach 1927
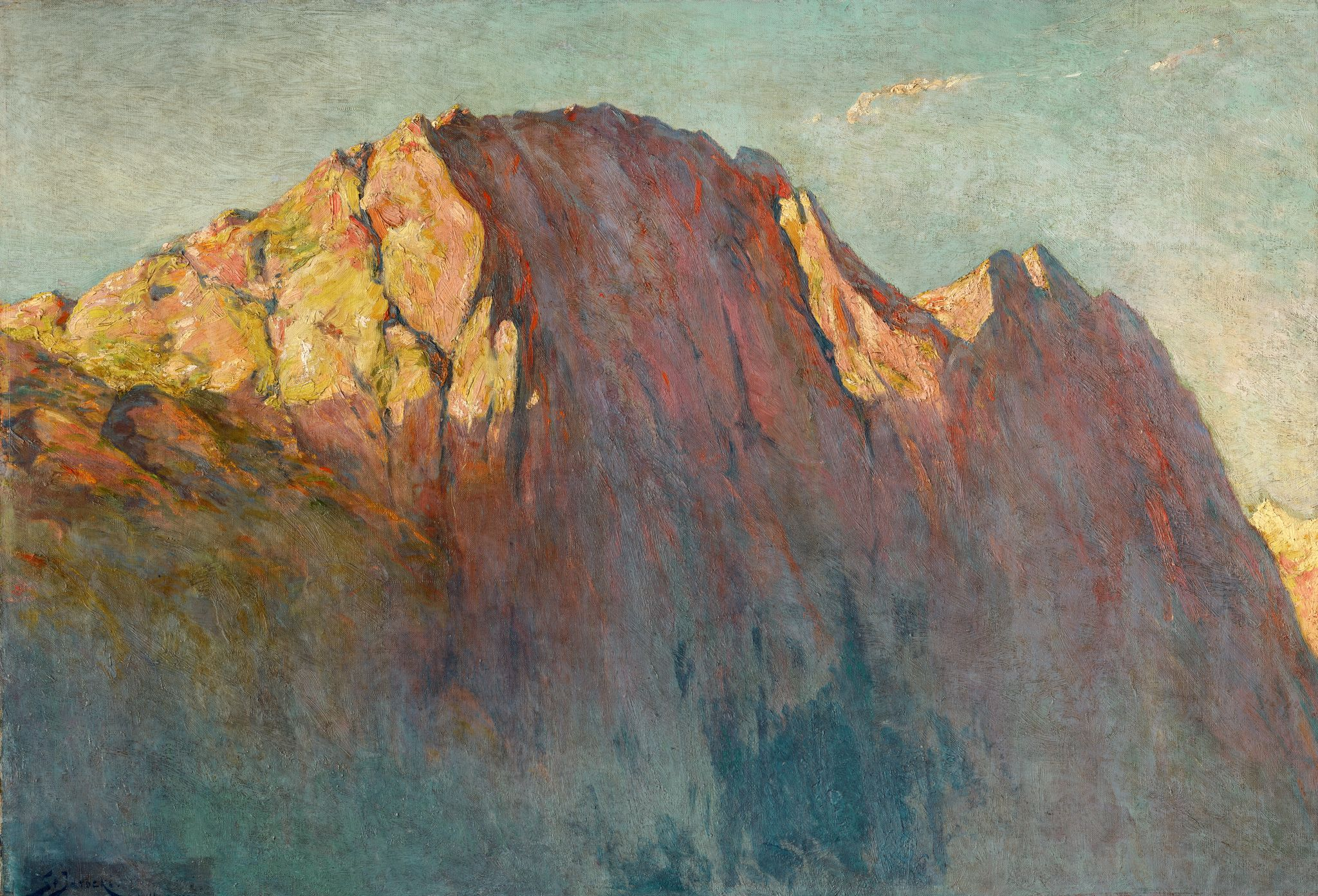
Góry, 1929
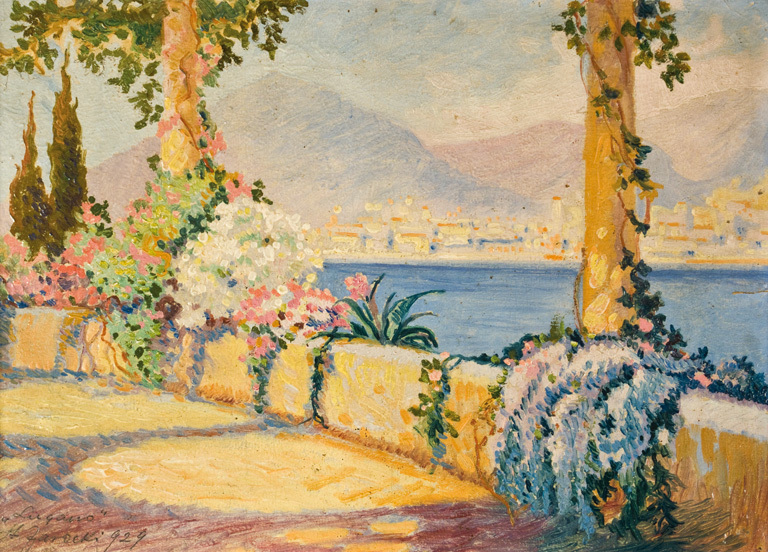
Lugano, 1929
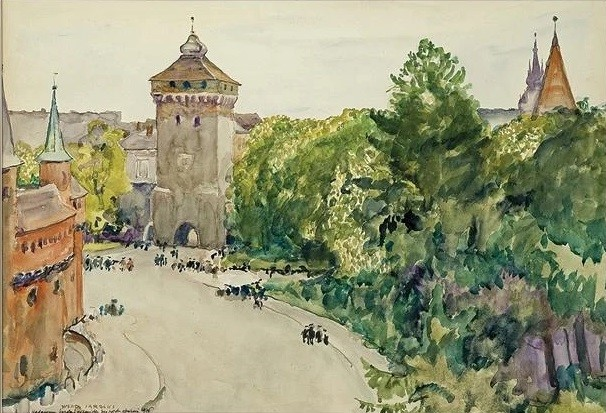
Brama Floriańska w Krakowie
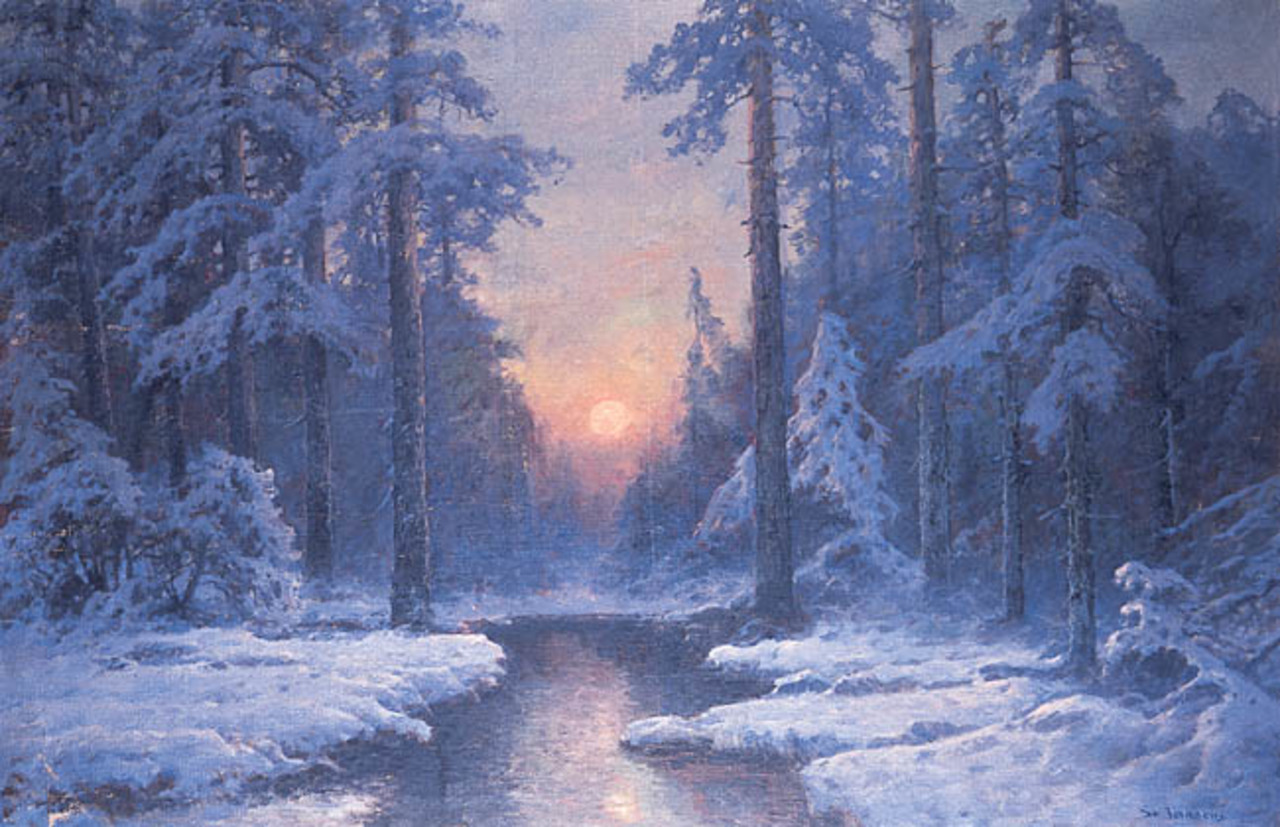
Zachód słońca w zimowym lesie
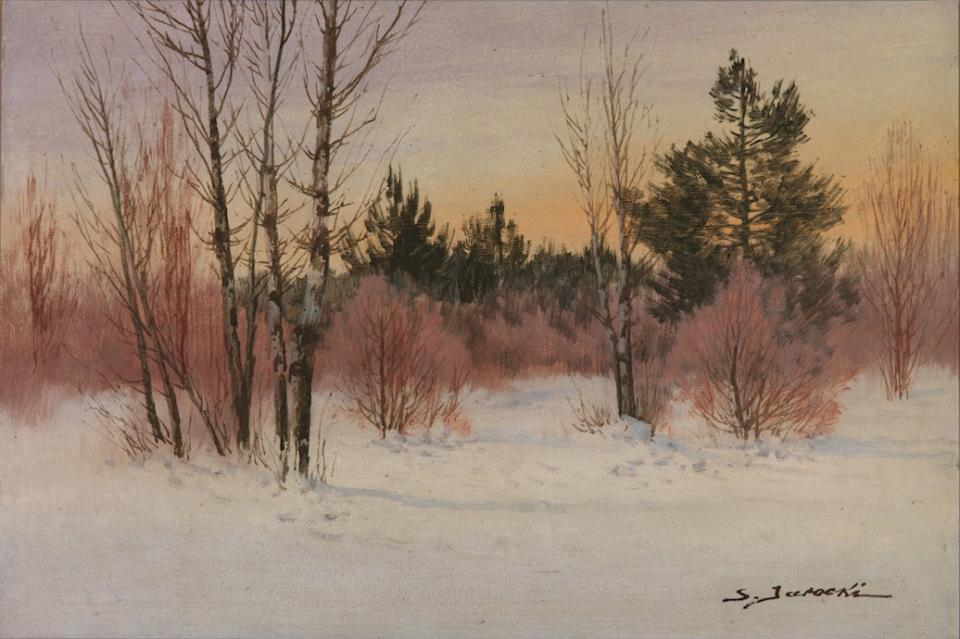
Zimowy krajobraz
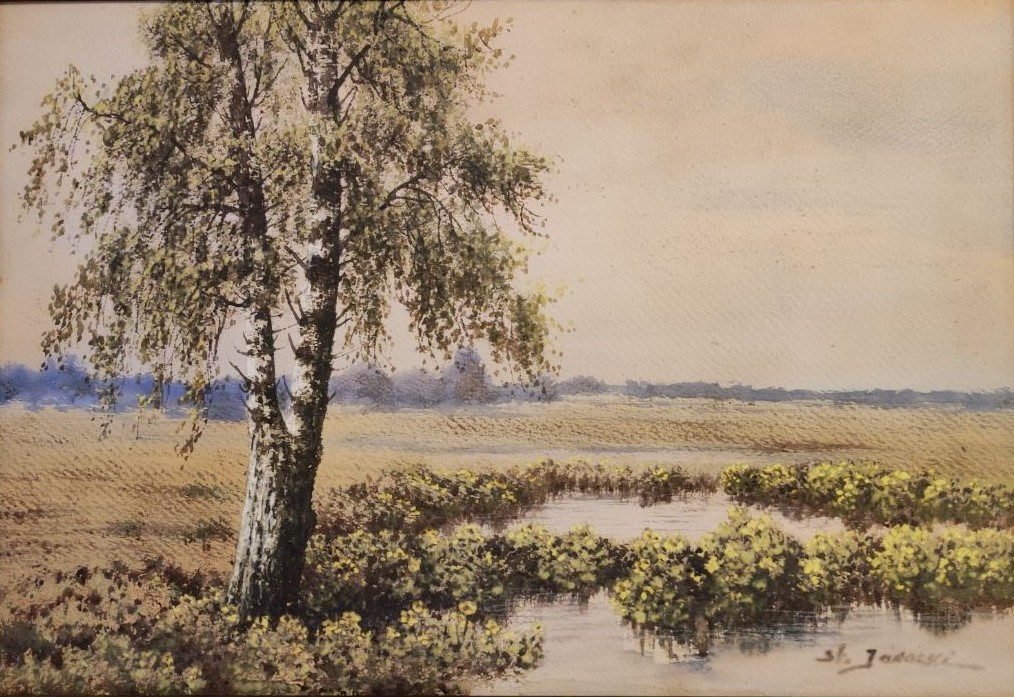
Krajobraz z brzozami, 1931
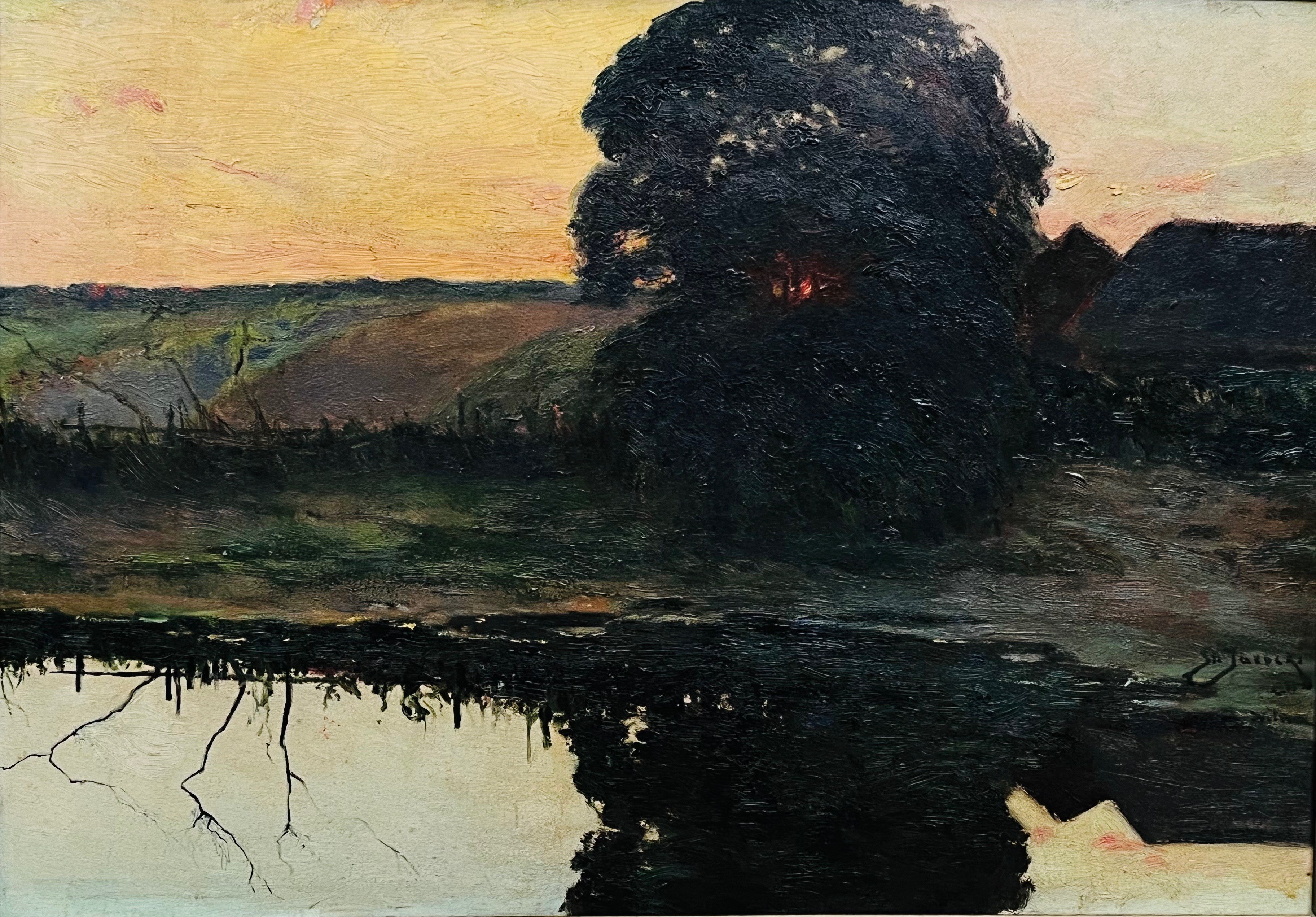
Cisza wieczorna, 1931
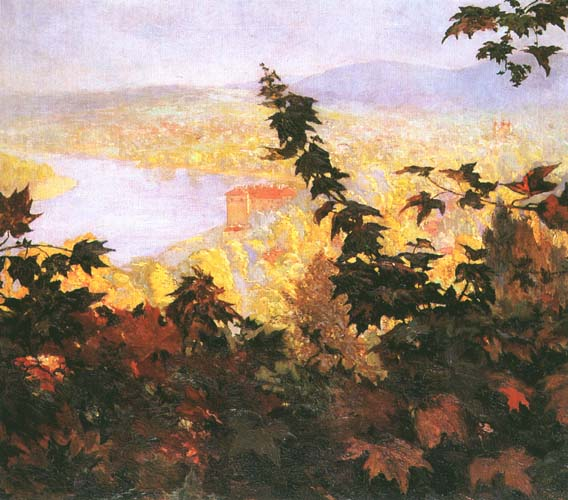
Wilno - widok na Antokol 1933